# Middle Fork Holston River
Der Middle Fork Holston River ist ein rechter Nebenfluss des South Fork Holston River im Südwesten des US-Bundesstaats Virginia. 
Er entspringt im Wythe County unweit der Ortschaft Rural Retreat. Der kleine Fluss verläuft in etwa südwestlicher Richtung durch das Smyth County und fließt auch durch dessen Verwaltungssitz Marion. Im Washington County wurde der Middle Fork Holston River vom 1982 teilweise abgerissenen Edmondson Dam gestaut. Nach rund 91 Kilometern mündet er am Beginn des South Holston Lake in den South Fork Holston River.